# Aldo Lucchetta
Aldo Lucchetta (Codogné, Treviso, 13 de maio de 1941 — Riacho de Santana (Bahia), 28 de março de 1998) foi um sacerdote católico italiano.
Liderou e implantou diversas Escolas Família Agrícola (EFAs) no estado do Espírito Santo e principalmente da Bahia, escolas que oferecem, além do ensino regular, também uma formação com ênfase na conscientização sócio-política e na cidadania e um preparo profissionalizante voltado para as especificidades da vida rural. É reconhecido como a principal referência sobre as EFAs na Bahia e como um dos pioneiros deste modelo educativo no Brasil.

## Biografia
O padre Aldo nasceu na Itália, filho de Giuseppe Lucchetta e Oliva Barbaresco, foi ordenado sacerdote em 29 de junho de 1966, pelo bispo de Vittorio Veneto, Dom Albino Luciani, futuro Papa João Paulo I. Seu lema era: Da mihi animas et cetera tolle (Dai-me almas e ficai com o resto). Em 1967 partiu para o Brasil para trabalhar na diocese de São Mateus no Espírito Santo, onde atendeu famílias descendentes de imigrantes italianos. Neste período entrou em contato com o padre italiano Umberto Pietrogrande, precursor da implantação das Escolas Família Agrícola no Brasil, supervisionadas pelo Movimento Educacional e Promocional do Espírito Santo, cujo modelo educativo tinha vinculação com a Igreja Católica, empregava a "pedagogia do oprimido" de Paulo Freire e dava ênfase à conscientização social e política dos alunos. Recebendo o apoio do bispo Dom Aldo Gerna, começou a colaborar na formação de comunidades e criação de escolas, ao mesmo tempo lutando para fixar o trabalhador na terra em uma região de intenso êxodo rural. Seu trabalho de conscientização popular desencadeou protestos de grupos conservadores, sendo acusado de agitador, subversivo e comunista. A polêmica levou-o a deixar o Brasil em 1972.

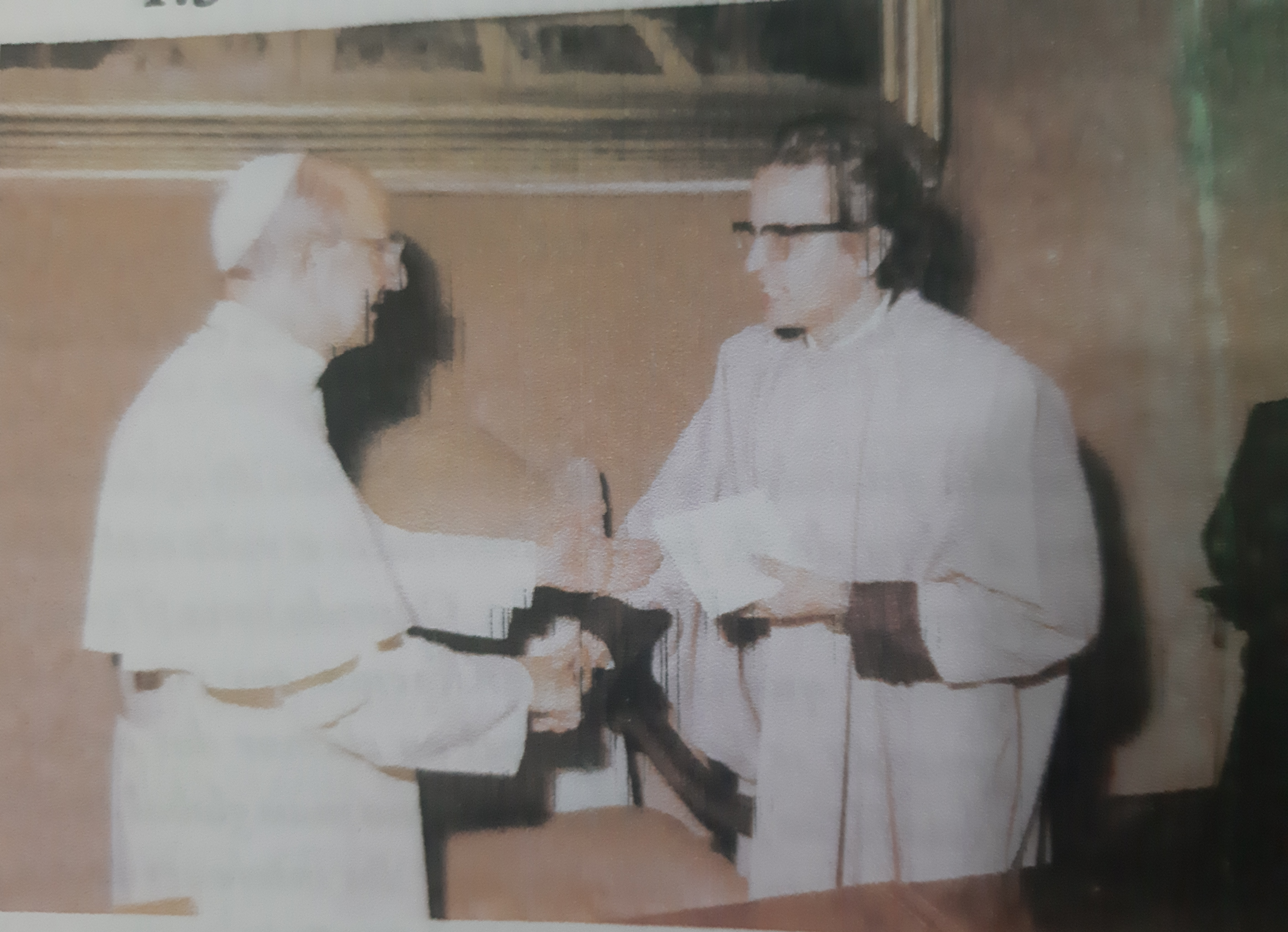
Pe Aldo Lucchetta em audiência com o Papa Paulo VI.

Em 1973 padre Aldo voltou ao Brasil, nomeado coordenador da diocese de Caetité, Bahia, sendo também pároco em Licínio de Almeida, onde trabalhou por dois anos. Em 23 de fevereiro de 1975 assumiu a Paróquia de Nossa Senhora da Glória em Riacho de Santana, Bahia, onde permaneceria até o fim da vida.
Na nova paróquia encontrou uma realidade comum a grande parte do Nordeste do Brasil: uma região de população muito pobre, com altas taxas de analfabetismo, sem acesso a educação, saúde e transporte. Segundo Manuela Pinto, "através de seu entusiasmo, carisma e dinamismo, padre Aldo Lucchetta conquista a admiração da população e passa organizar projetos que pudessem conscientizar a população e capacitá-los a agir com relação aos problemas sociais e políticos a partir dos ensinamentos bíblicos". Para Nogueira et alii, ele "queria segurar o homem no campo, na terra, dando-lhe instrumentos para se tornar um verdadeiro profissional, não permanecendo um cidadão privado de seus direitos sociais, não vivendo como os condenados ou os escravos, mas como cidadão respeitável, livre, senhor de sua própria história".

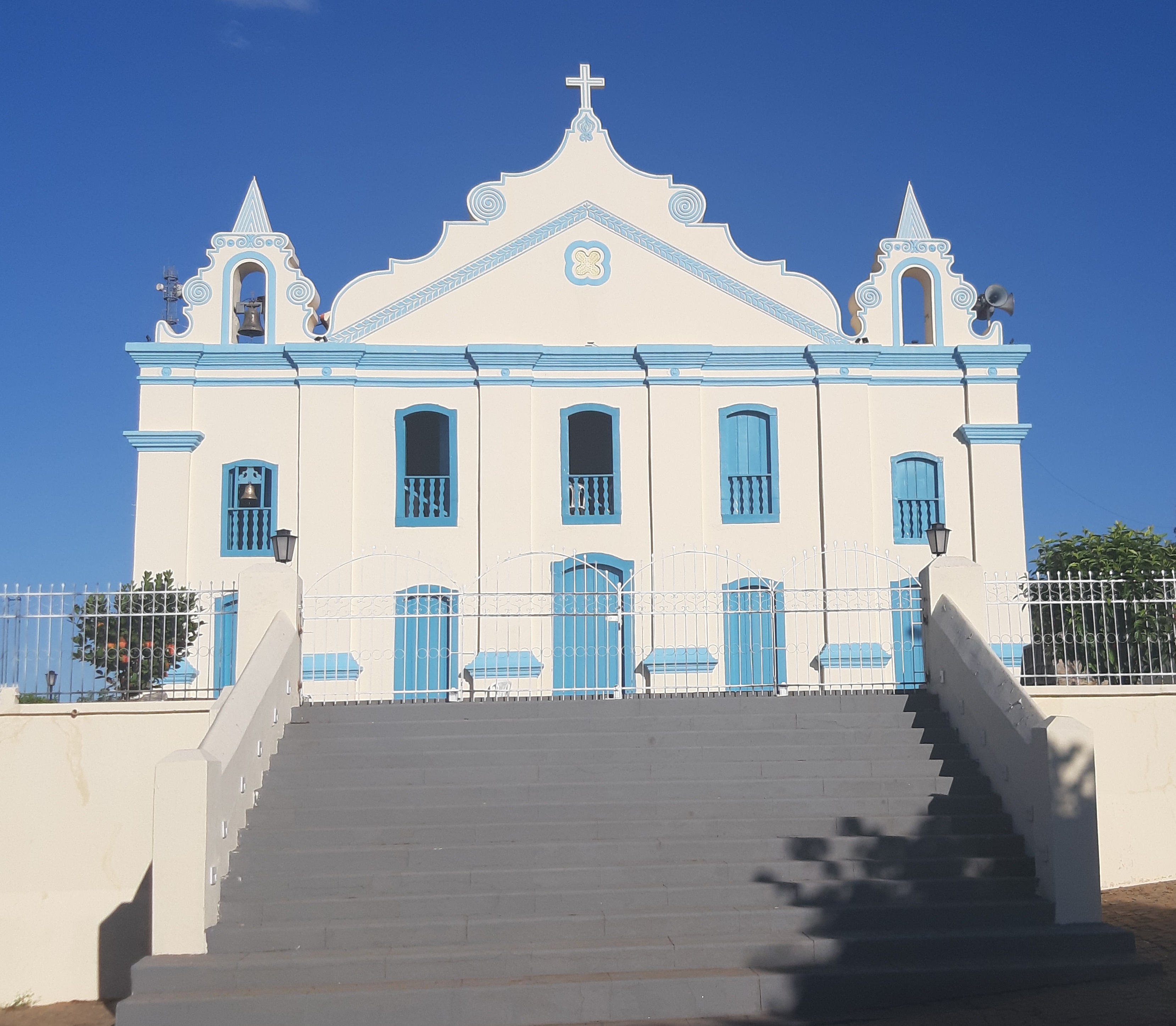
Igreja Matriz da paróquia de Riacho de Santana.

No município de Riacho de Santana organizou as comunidades e construiu capelas nas zonas mais inacessíveis, no estilo das comunidades eclesiais de base (CEBs), dando importância à presença dos leigos. A oração concretizou-se na adoração da Eucaristia, em todas as numerosas capelas que construiu, nunca faltou espaço para a adoração. Uma de suas frases mais conhecidas era; “A minha força vem da Eucaristia!”.
Interessado também na educação, associou-se aos padres Julião e João Cristiano com o objetivo de desenvolver projetos nessa área. Todos já haviam tido alguma experiência com o modelo das Escolas Família Agrícola, e a primeira escola baiana foi criada em 1974 em Brotas de Macaúbas. A iniciativa foi bem recebida, e em 1979 os padres organizaram diversas reuniões preparatórias com agricultores e lideranças locais, fundando em 4 de setembro a Associação das Escolas das Comunidades e Famílias Agrícolas da Bahia (AECOFABA), com sede em Ibotirama. No ano seguinte passava a funcionar a escola de Riacho de Santana, seguindo-se várias outras na região Sudoeste e Oeste do estado da Bahia, em Alagoinhas, Boquira, Botuporã, Macaúbas, Tanque Novo, Rio do Pires, Licínio de Almeida e Mortugaba, principalmente por iniciativa de padre Aldo, contando com aporte de recursos do estrangeiro. Segundo Souza & Lima,
"A necessidade frente à realidade rural do Brasil gerou essa proposta educacional como opção à educação formal. Os fatores que contribuíram para seu surgimento tiveram relação direta com a economia agrícola baseada na produção de subsistência, na falta de conhecimento de técnicas alternativas para preservação ambiental, no desmatamento com uso do fogo de modo indevido, no cuidado à preservação do solo, no uso de agrotóxicos, na falta de práticas conservacionistas e na predominância da monocultura, que levaram as famílias rurais a uma situação precária, que comprometia o acesso das crianças, adolescentes e jovens à escola formal. A situação se agrava devido à falta de políticas públicas para atender às demandas presentes no campo".
Todas essas primeiras escolas eram de nível fundamental, mas a demanda por uma expansão levou padre Aldo a desenvolver o projeto das escolas técnicas, a primeira criada em 1984 em Riacho de Santana, a Escola Técnica da Família Agrícola da Bahia, que atendia alunos de toda a região e dava um preparo de segundo grau e profissionalizante, além de formar monitores para atuarem como multiplicadores do modelo. Esta escola técnica ao ser fundada era a única do gênero em toda a Bahia, servindo, segundo Sandra Araújo, "para que os jovens oriundos das Escolas Famílias Agrícolas de Ensino Fundamental pudessem continuar seus estudos dentro da mesma filosofia: preparar técnicos agrícolas que pudessem trabalhar na família e comunidade com maior aptidão". Até o fim da década de 1990 já haviam sido criadas mais de trinta novas escolas, todas com a participação de padre Aldo e sob a supervisão da AECOFABA.
Padre Aldo tinha outras doze paróquias sob sua supervisão, e além de CEBs e escolas, promoveu a fundação de uma rádio, um Centro de Formação de Lideranças, unidades de saúde, sindicatos, associações de produtores e cooperativas, clubes de mães, creches, grupos de catequese e pastorais da criança. Com seu estímulo foram realizadas muitas campanhas para arrecadação e distribuição de alimentos e roupas, construção de infra-estruturas como estradas, capelas e casas, e programas de esclarecimento popular para obtenção de registro civil e aposentadoria. Muitos dos seus projetos foram encampados pelo poder público e puderam sobreviver ao seu desaparecimento. Idealizou a criação de uma escola de nível superior, que veio a ser a Faculdade de Agronomia do Pequeno Agricultor (FAPA) em Riacho de Santana, e deu início à construção dos edifícios para auditório, salas de aula, cozinha com refeitório, quatro anexos para laboratórios e 25 residências para alojamento dos alunos. No entanto, a faculdade só entrou em pleno funcionamento em 2002, após sua morte. Em 1982 ocupou um posto na Comissão Nacional Provisória que dirigiu a fundação da União Nacional das Escolas Famílias Agrícolas do Brasil.
Em novembro de 1997 participou como palestrante representando a América Latina e o Brasil no Simpósio Mundial de Alfabetização em Roma, Itália, organizado pela OPAM (Obra de Promoção e Alfabetização no Mundo). Conforme relatos, sua participação foi com poucas e incisivas palavras, onde expôs seu credo educativo que via a pessoa não como um vaso a ser preenchido de noções, mas como uma tocha a ser acesa, na certeza de que cada um já carrega dentro de si muitas qualidades ocultas, a serem descobertas e valorizadas. Encerrando seu discurso naquele encontro, comoveu os presentes com as seguintes palavras: "Não há necessidade de gritar contra a escuridão! Acenda um fósforo! Amanhã partirei feliz pelo Brasil porque vi, nesta sala, tantas chamas ardentes".

### Morte
Padre Aldo faleceu às 18 horas do dia 28 de março de 1998, tendo 56 anos, em um acidente de carro na rodovia que liga Riacho de Santana à cidade de Igaporã. Estava acompanhado do motorista e de sua secretaria. Conforme relatos, o momento do acidente aconteceu enquanto o padre lia um breviário, mas, por descuido, não usava cinto de segurança e seu corpo foi projetado para o asfalto. Seu túmulo encontra-se ao lado esquerdo do altar-mor da Igreja Matriz Nossa Senhora da Glória em Riacho de Santana, paróquia onde trabalhou por 23 anos. Milhares de pessoas todos os anos visitam sua tumba em busca de consolo e auxílio espiritual.

## Legado
Foi lembrado por Dal Cin & Salvador como um exemplo de significado e doação, seguidor de um elevado modelo de vida que deixou muitos frutos inovadores. Dom Luciano Mendes de Almeida ressaltou seu papel de pioneiro das EFAs no Brasil, juntamente com o padre Umberto Pietrogrande, "escolas beneméritas, que, com coragem e idealismo e enfrentando inúmeras dificuldades, têm, no entanto, oferecido educação adequada a adolescentes e a jovens do campo". Em 2002 o movimento iniciado por eles já havia se expandido para 17 estados brasileiros, fomentando a criação de 115 escolas e envolvendo mais de 5 mil comunidades rurais. Em 2008 já se expandira para mais quatro estados, tendo mais de duzentas escolas em atividade. Para Guilherme de Oliveira, as EFAs têm sido os principais centros educativos baianos a levantar as questões agrárias no ensino, capacitando a população rural a se conscientizar e lutar contra "as armadilhas do capital", tendo uma grande importância "na defesa de uma educação vinculada às lutas travadas no campo". Para Diana Santos, o padre Aldo "é a grande referência das EFAs na Bahia".
Durante seu trabalho pastoral contribui e liderou diversas atividades sociais deixando um importante legado por onde passou, seja na área religiosa, social, educacional e na área da saúde. Recebeu os apelidos de  "Herói do Sertão", "O Gigante do Sertão", "Cidadão do Infinito", e segundo Sandra Araújo foi personagem incansável, revolucionário e destemido, "figura inconteste no processo de ampliação das EFAs na Bahia". Para Manuela Pinto, "a atuação de padre Aldo Lucchetta proporcionou grandes mudanças no cenário de Riacho de Santana e região. [...] A atuação de padre Aldo Luccheta permitiu que a Igreja passasse de conservadora a libertadora, iniciando uma reforma sociopolítica que buscava a elevação da consciência em defesa da promoção dos direitos humanos. [...] Cobrava dos políticos, denunciava a falta de escolas, assistência médica, estradas e água; motivo pelo qual foi perseguido e ameaçado. Em decorrência de suas atitudes, padre Aldo foi uma pessoa polêmica, amada e odiada". No total, seu trabalho resultou na criação de 22 EFAs, 25 escolas de Ensino Fundamental e 15 escolas de Ensino Médio, além da FAPA, abrangendo vários municípios baianos. Para David Moura, "durante os 23 anos que esteve na condução da Igreja de Riacho de Santana, o padre Aldo deu uma grande contribuição para o desenvolvimento do município, deixando um grande exemplo de trabalho e cidadania. Amado por muitos e odiado por alguns, ele atuou na produção, na circulação e nas ideias da formação do espaço do território riachense".
Dentre suas principais contribuições podemos citar no município de Riacho de Santana, Bahia: Comunidades Eclesiais de Base, Clube de Mães, Centro de Treinamento de Líderes, Sindicato dos Trabalhadores Rurais (1977), Cooperativa Agropecuária (1980), Unidade de Saúde São Camilo, Orfanato Casa Vida (1989), Educandário Nossa Senhora da Glória, Creche Nossa Senhora da Glória, Rádio Nossa Senhora de Guadalupe (1992), Escola Família Agrícola 1º grau, ABEPARS – Associação Beneficente Promocional Agrícola de Riacho de Santana (1980), Escola Família Agrícola 2º grau, Escola Técnica da Família Agrícola (1984), AECOFABA - Associação das Escolas e Comunidades das Famílias Agrícolas da Bahia (1979) e Faculdade de Agronomia do Pequeno Agricultor.
Em outros municípios: Clubes de Mães em Licínio de Almeida, Botuporã, Macaúbas, Tanque Novo, Malhada, Iuiú, Matina e Caturama; Unidades de Saúde em Tanque Novo e Botuporã; EFAs em São Mateus e Jaguaré (no Espírito Santo), e EFAs em Boquira (1982), Macaúbas (1982), Botuporã (1982), Tanque Novo (1982), Licínio de Almeida (1983), Caculé (1983), Rio do Pires (1983), Paramirim (1983), Itororó (1983), Pindaí (1983), Iuiú (1988), Sobradinho (1988) e Brejões (1988).